# Интензивна медицина
Интензивната медицина е клон на медицината, свързан с диагнозата и справянето с животозастрашаващи състояния чрез цялостно поддържане на органите и наблюдение с мониторингови устройства. Това включва предоставянето на сложни животоподдържащи и инвазивни техники за наблюдение, реанимация и грижи за края на живота.
Предоставянето на интензивно лечение разчита на висококвалифициран мултидисциплинарен екип, включващ специализирани интензивисти, медицински сестри, физиотерапевти, дихателни терапевти и други здравни професионалисти. Те обикновено работят заедно в специално интензивно отделение към болница, но могат да отиват и при пациентите в другите части на болницата.